# بريان غونزاليس
بريان غونزاليس (بالإسبانية: Bryan González) هو لاعب كرة قدم مكسيكي في مركز الهجوم، ولد في أبريل 2003 في Juárez ‏ في المكسيك.

## وصلات خارجية
- بريان غونزاليس على موقع قاعدة بيانات كرة القدم.إي يو (الإنجليزية)
- بريان غونزاليس على موقع Soccerway.com (الإنجليزية)